# Постсекуляризм
Постсекуляри́зм — современная теоретическая концепция в философии и религиоведении, согласно которой идея секуляризации продемонстрировала свою несостоятельность, так как религиозные идеи и институты не отмирают, а по-прежнему занимают заметное место в современных обществах.
Основной пафос эпохи Просвещения заключался в освобождении человеческого разума из плена суеверий и религиозного тумана. В итоге эта идея вылилась в концепцию, согласно которой модернизацию сопровождает неизбежная секуляризация, «расколдовывание» мира, постоянное снижение роли религии в обществе. Современная ситуация в мире, в частности — бурный рост новых религиозных движений, показала, что реальные процессы гораздо сложнее схемы секуляризма.
По словам Хосе Казановы, «становиться постсекулярными — совсем не значит обязательно становиться снова религиозными», это значит пересмотреть упрощающее стадиальное противопоставление религиозного и секулярного как до-рационального и рационального.

## Использование термина
Термин «постсекулярный» используется в социологии, политической теории, религиоведении, искусствоведении, литературоведении, педагогике и других областях. Юргену Хабермасу широко приписывают популяризацию этого термина для обозначения нынешнего времени, в котором идея современности воспринимается как несостоятельная, а иногда и морально неудачная, так что вместо расслоения или разделения необходимо искать новый мирный диалог и терпимое сосуществование между сферами веры и разума. В этом смысле Хабермас настаивает на том, что и религиозные люди, и секуляристы должны не исключать друг друга, а учиться друг у друга и сосуществовать терпимо. Массимо Розати говорит, что в постсекулярном обществе религиозные и светские перспективы находятся на равных основаниях, а это означает, что теоретически они имеют равное значение. Современные общества, которые до недавнего времени считали себя полностью светскими, должны соответствующим образом изменить свои системы ценностей, чтобы должным образом приспособиться к такому сосуществованию.
«A Secular Age» Чарльза Тейлора также часто упоминается как описание постсекулярного, хотя иногда возникают разногласия по поводу того, что каждый автор имел в виду под этим термином. Особенно спорным является вопрос о том, относится ли термин «постсекулярный» к новому социологическому феномену или к новому осознанию существующего феномена—то есть было ли общество секулярным и теперь становится постсекулярным, или же общество никогда не было и не становится секулярным, хотя многие люди думали, что оно было или будет. Некоторые полагают, что этот термин настолько противоречив, что от него мало пользы. Другие полагают, что гибкость этого термина является одной из его сильных сторон.
В литературоведении этот термин использовался для обозначения своего рода постмодернистской религиозной или духовной чувствительности в некоторых современных текстах.